# Chrysolina didymata
Chrysolina didymata es un coleóptero de la familia Chrysomelidae.
Fue descrita científicamente en 1791 por Scriba.